# 1월 9일
1월 9일은 그레고리력으로 9번째(윤년일 경우도 9번째) 날에 해당한다.

## 사건
- 1431년 - 잉글랜드의 점령지역인 루앙에서 잔 다르크에 대한 종교재판이 시작되다.
- 1788년 - 코네티컷주가 미국의 5번째 주가 되었다.
- 1839년 - 프랑스의 화가이자 물리학자인 다게르가 다게레오타이프(은판사진)를 발명했다고 밝혔다.
- 1867년 - 메이지 천황이 즉위했다.
- 1885년 - 갑신정변 처리를 위한 한성조약이 체결되다.
- 1900년 - 이탈리아의 축구 클럽 SS 라치오 창단.
- 1905년 - 러시아 피의 일요일.
- 1951년 - 유엔 본부가 문을 열다.
- 1953년 - 창경호 침몰 사건이 일어났다.
- 1968년 - 아랍 석유 수출국 기구(OAPEC)이 설립되었다.
- 2011년
  - 미국 애리조나 주에서 개브리엘 기퍼즈 하원 의원을 포함한 19명이 괴한에게 총격을 당했다.
  - 테헤란을 출발 오루미에로 향하던 이란 항공 277편 보잉 727여객기가 복행(고 어라운드)실패 후 추락 77명이 사망하다.
- 2021년
  - 스리위자야 항공 182편 추락 사고가 일어나다.

## 문화
- 1920년 - 오스트레일리아 시드니 공항 개항.
- 2018년 - 마이크로소프트에서 윈도우 8.1, 윈도우 서버 2012, 윈도우 서버 2012 R2의 메인스트림 지원을 중단했다.
- 2019년 - 대한민국의 종교방송채널 광주CBS 음악FM 개국. (주파수 98.1MHz, 1㎾)

## 탄생
- 1554년 - 제234대 로마의 교황 교황그레고리오 15세. (~1623년)
- 1624년 - 일본의 제109대 천황 메이쇼 천황. (~1696년)
- 1870년 - 오스트레일리아의 외교관 겸 정치인 토머스 라이언. (~1943년)
- 1890년 - 체코의 작가 카렐 차페크. (~1938년)
- 1908년 - 프랑스의 작가이자 여성운동가 시몬 드 보부아르. (~1986년)
- 1910년 - 중화인민공화국의 군인 장아이핑. (~2003년)
- 1913년 - 미국의 제37대 대통령 리처드 닉슨. (~1994년)
- 1921년 - 헝가리의 체조인 켈레티 아그네시. (~2025년)
- 1922년 - 기니의 독립운동가 초대 대통령 아메드 세쿠 투레. (~1984년)
- 1923년 - 대한민국의 마라톤 선수 서윤복. (~2017년)
- 1924년 - 대한민국의 기업인 이종환. (~2023년)
- 1925년 - 미국의 배우 리 밴클리프. (~1989년)
- 1926년
  - 대한민국의 기업가 최종건. (~1973년)
  - 대한민국의 군인 출신 정치인 황인성. (~2010년)
- 1927년 - 대한민국의 가수 명국환. (~2023년)
- 1928년 - 미국의 소설가 주디스 크란츠. (~2019년)
- 1936년
  - 대한민국의 성우 최흘. (~2018년)
  - 미국의 야구 선수 랠프 테리. (~2022년)
- 1937년 - 일본의 전 야구 선수, 야구 감독, 야구 평론가 모리 마사아키.
- 1938년 - 일본의 영화감독 오바야시 노부히코. (~2020년)
- 1941년 - 미국의 가수, 인권 운동가 존 바에즈.
- 1942년 - 대한민국의 기업가 이건희. (~2020년)
- 1943년
  - 대한민국의 기업인 정창선.
  - 대한민국의 시인 이기철.
- 1944년
  - 영국의 락 밴드 레드 제플린의 기타 리스트 지미 페이지.
  - 대한민국의 교육 출신 정치인 서한샘. (~2019년)
- 1945년
  - 미국의 배우 존 도먼.
  - 영국의 기업인 대니 피즈먼. (~2011년)
- 1946년 - 대한민국의 배우 조상건. (~2023년)
- 1947년 - 대한만국의 기업인, 정치가 남현식. (~1994년)
- 1948년
  - 대한민국의 공무원 출신 사회기관단체인 윤인선.
  - 멕시코의 영화배우 수사나 도사만테스. (~2022년)
- 1951년 - 미국의 가수, 영화배우 크리스털 게일.
- 1952년 - 대한민국의 전 부산광역시장 서병수.
- 1954년
  - 일본의 테러리스트 기리시마 사토시. (~2024년)
  - 영국의 소설가 필리파 그레고리.
- 1955년 - 미국의 배우 J. K. 시먼스.
- 1956년 - 잉글랜드의 배우 이멜다 스탠턴.
- 1957년
  - 대한민국의 정치인 윤후덕.
  - 스페인의 축구 선수 마누엘 사라비아.
- 1958년 - 대한민국의 사회운동가 박노해.
- 1959년 - 과테말라의 노벨평화상 수상자 리고베르타 멘추.
- 1962년 - 대한민국의 배우 정두겸.
- 1963년
  - 대한민국의 검사, 변호사, 대학교수 김오수.
  - 일본의 성우 이가라시 레이.
- 1965년 - 대한민국의 배우 정하완.
- 1967년 - 아르헨티나의 전 축구 선수 클라우디오 카니히아.
- 1968년 - 대한민국의 신학자 김선영.
- 1969년 - 대한민국의 강사 양영준.
- 1970년
  - 대한민국의 가수 겸 연예기획자 양현석.
  - 대한민국의 영화 감독 김성호.
  - 캐나다의 싱어송라이터 라라 파비앙.
- 1972년 - 대한민국의 농구 선수 유영주.
- 1973년
  - 대한민국의 배우 박성웅.
  - 대한민국의 성우 장성호.
  - 자메이카의 힙합 가수 숀 폴.
- 1974년 - 대한민국의 가수 조성민.
- 1978년 - 이탈리아의 축구 선수 젠나로 가투소.
- 1979년 - 대한민국의 게임자키 길수현.
- 1980년
  - 대한민국의 발레무용가 윤혜진.
  - 대한민국의 축구 심판 홍은아.
- 1981년 - 대한민국의 배우 이태훈.
- 1982년
  - 대한민국의 배우 김진형.
  - 미국의 배우 가비 호프먼.
  - 영국 왕세손 케임브리지 공작 윌리엄의 부인 웨일스 공비 캐서린.
- 1983년
  - 대한민국의 배우 박재웅.
  - 대한민국의 배우 김민혁.
- 1984년 - 대한민국의 가야금연주가 김민영.
- 1985년
  - 대한민국의 가수 홍대광.
  - 스페인의 축구 선수 후안 프란시스코 토레스.
- 1986년 - 대한민국의 레이싱 모델 박소유.
- 1987년
  - 일본의 배우 이노우에 마오.
  - 브라질의 축구 선수 루카스 레이바.
- 1988년 -대한민국의 축구 선수 고명진.
- 1989년
  - 캐나다의 배우 니나 도브레브.
  - 대한민국의 배우 이학주.
  - 미국의 농구 선수 마이클 비즐리.
  - 네덜란드의 배우 전나영.
- 1990년
  - 대한민국의 배우, 가수 남지현.
  - 대한민국의 전 스타크래프트, 프로게이머 이제동 (이블 지니어스).
  - 대한민국의 야구 선수 박세혁.
  - 대한민국의 가수 양지은.
  - 대한민국의 배우 김민호.
- 1991년
  - 대한민국의 전 축구 선수 박준혁.
  - 대한민국의 축구 선수 전훈.
- 1992년 - 대한민국의 기상 캐스터 최현미.
- 1993년 - 미국의 배우 애슐리 아고타.
- 1994년 - 우즈베키스탄의 축구 선수 이크롬 알리바예프.
- 1995년
  - 대한민국의 배우 하승리.
  - 미국의 배우 니컬라 펠츠.
  - 멕시코의 축구 선수 카를라 파올라 니에토.
  - 대한민국의 인터넷 방송인 뜨뜨뜨뜨.
  - 대한민국의 배구 선수 이고은.
  - 대한민국의 인터넷 방송인 또니.
  - 대한민국의 축구 선수 김상근.
- 1996년
  - 대한민국의 기상캐스터 김규리.
  - 대한민국의 골프 선수 박결.
  - 대한민국의 가수 장한나.
  - 대한민국의 배우 김창호.
- 1997년
  - 중국의 가수 겸 코스플레이어 Liyuu.
  - 프랑스의 축구 선수 이사 디오프.
  - 일본의 아이돌 니시하타 다이고.
  - 대한민국의 축구 선수 이준기.
- 1998년 - 일본의 아이돌 야베 마사키.
- 2000년
  - 대한민국의 가수 지훈 (TRCNG).
  - 대한민국의 축구 선수 김민준.
- 2001년
  - 브라질의 축구 선수 호드리구 고이스.
  - 스페인의 축구 선수 에리크 가르시아.
- 2002년 - 조선민주주의인민공화국의 유도 선수 문성희.
- 2007년 - 오스트레일리아의 화가 아엘리타 앤드리.

### 미상
- 대한민국의 바이올린연주가, 온라인콘텐츠창작자 키레.

## 사망
- 1283년 - 남송의 정치인 문천상. (1236년~)
- 1799년 - 이탈리아의 언어학자 마리아 아녜시. (1718년~)
- 1840년 - 조선의 가톨릭 순교자 김 테레사. (1797년~)
- 1873년 - 프랑스의 황제 나폴레옹 3세. (1808년~)
- 1878년 - 이탈리아의 왕국 비토리오 에마누엘레 2세. (1820년~)
- 1983년 - 조선민주주의인민공화국의 정치인 강량욱. (1903년~)
- 1987년 - 대한민국의 대중음악 작곡가 이봉룡. (1914년~)
- 1999년
  - 대한민국의 대중음악 작곡가 손목인. (1913년~)
  - 영국의 장거리 육상 선수 짐 피터스. (1918년~)
- 2001년 - 대한민국의 동화작가 정채봉. (1946년~)
- 2005년 - 캐나다의 수학자 이임학. (1922년~)
- 2009년 - 잉글랜드의 모험가, 탐험가, 동기 부여 연설가 롭 곤틀릿. (1987년~)
- 2012년 - 기니바시우의 대통령 말랑 바카이 사냐. (1947년~)
- 2014년 - 미국의 극작가 아미리 바라카. (1934년~)
- 2017년 - 폴란드의 사회학자 지그문트 바우만. (1925년~)
- 2018년 - 노르웨이의 정치인 오드바르 노를리. (1927년~)
- 2021년
  - 미국의 영화배우 존 라일리. (1936년~)
  - 이탈리아의 의사 파브리치오 소코르시. (1942년~)
- 2022년
  - 미국의 희극인, 배우 밥 서겟. (1956년~)
  - 미국의 영화배우 두아인 히크먼. (1934년~)
  - 일본의 정치인 가이후 도시키. (1931년~)
- 2023년
  - 대한민국의 정치인 고동주. (1936년~)
  - 대한민국의 정치인 김부영. (1966년~)
  - 미국의 영화배우 멀린다 딜런. (1939년~)
  - 헝가리의 축구 선수 메사로시 페렌츠. (1950년~)
  - 일본의 수학자 사토 미키오. (1928년~)
- 2024년
  - 대한민국의 소설가 손용상. (1946년~)
  - 대한민국의 배구 선수 최홍석. (1988년~)
- 2025년 - 미국의 영화배우 빌 바이제. (1932년~)

## 기념일
- 순교자의 날: 파나마

## 같이 보기
- 전날: 1월 8일 다음날: 1월 10일 - 전달: 12월 9일 다음달: 2월 9일
- 음력: 1월 9일
- 모두 보기